# 松長根悠仁
松長根 悠仁（まつながね ゆうと、2004年9月14日 - ）は、神奈川県川崎市出身のプロサッカー選手。Jリーグ・福島ユナイテッドFC所属。ポジションはディフェンダー。

## 略歴
小・中・高校と一貫して川崎フロンターレのアカデミーでプレー。2022年6月28日、2023年シーズンからのトップチーム昇格内定が発表された。また8月からは2種登録選手としてトップチームにも登録された。
2023年3月4日、J1リーグ第3節の湘南ベルマーレ戦でプロデビューを飾った。
2024年シーズン、福島ユナイテッドFCへ育成型期限付き移籍した。また12月27日、移籍期間延長が発表された。

## 所属クラブ
- 新城SC 兼 川崎フロンターレエリートクラス
- 川崎フロンターレU-12（川崎市立大戸小学校）
- 川崎フロンターレU-13
- 川崎フロンターレU-15（川崎市立西中原中学校）
- 川崎フロンターレU-18（目黒学院高等学校）
  - 2022年8月 - 12月  川崎フロンターレ（2種登録選手）
- 2023年 -  川崎フロンターレ
  - 2024年 -  福島ユナイテッドFC (育成型期限付き移籍)

## 個人成績
| 国内大会個人成績 | 国内大会個人成績 | 国内大会個人成績 | 国内大会個人成績 | 国内大会個人成績 | 国内大会個人成績 | 国内大会個人成績 | 国内大会個人成績 | 国内大会個人成績 | 国内大会個人成績 | 国内大会個人成績 | 国内大会個人成績 |
| 年度             | クラブ           | 背番号           | リーグ           | リーグ戦         | リーグ戦         | リーグ杯         | リーグ杯         | オープン杯       | オープン杯       | 期間通算         | 期間通算         |
| 年度             | クラブ           | 背番号           | リーグ           | 出場             | 得点             | 出場             | 得点             | 出場             | 得点             | 出場             | 得点             |
| 日本             | 日本             | 日本             | 日本             | リーグ戦         | リーグ戦         | リーグ杯         | リーグ杯         | 天皇杯           | 天皇杯           | 期間通算         | 期間通算         |
| ---------------- | ---------------- | ---------------- | ---------------- | ---------------- | ---------------- | ---------------- | ---------------- | ---------------- | ---------------- | ---------------- | ---------------- |
| 2023             | 川崎             | 27               | J1               | 2                | 0                | 1                | 0                | 1                | 0                | 4                | 0                |
| 2024             | 福島             | 3                | J3               | 28               | 2                | 1                | 0                | 1                | 0                | 30               | 2                |
| 2025             | 福島             | 3                | J3               |                  |                  |                  |                  |                  |                  |                  |                  |
| 通算             | 日本             | 日本             | J1               | 2                | 0                | 1                | 0                | 1                | 0                | 4                | 0                |
| 通算             | 日本             | 日本             | J3               | 28               | 2                | 1                | 0                | 1                | 0                | 30               | 2                |
| 総通算           | 総通算           | 総通算           | 総通算           | 30               | 2                | 2                | 0                | 2                | 0                | 34               | 2                |

- 2022年 2種登録選手としての公式戦出場無し

出場歴
- 2023年3月4日：Jリーグ初出場 - J1第3節 vs湘南ベルマーレ (等々力陸上競技場)
- 2024年4月28日：Jリーグ初得点 - J3第11節 vsいわてグルージャ盛岡 (とうほう・みんなのスタジアム)

| 国際大会個人成績 | 国際大会個人成績 | 国際大会個人成績 | 国際大会個人成績 | 国際大会個人成績 |
| 年度             | クラブ           | 背番号           | 出場             | 得点             |
| AFC              | AFC              | AFC              | ACL              | ACL              |
| ---------------- | ---------------- | ---------------- | ---------------- | ---------------- |
| 2023-24          | 川崎             | 27               | 1                | 0                |
| 通算             | AFC              | AFC              | 1                | 0                |

## タイトル

### クラブ
川崎フロンターレ
- 天皇杯 JFA 全日本サッカー選手権大会：1回（2023年）